# Mischocarpus ailae
Mischocarpus ailae är en kinesträdsväxtart som beskrevs av Gordon P. Guymer. Mischocarpus ailae ingår i släktet Mischocarpus och familjen kinesträdsväxter. Inga underarter finns listade i Catalogue of Life.